# Нейтральность к риску
Нейтральность к риску (англ. Risk neutral preferences) — в экономике и финансах свойство предпочтений агента (потребителя или фирмы), отражающее его безразличие при выборе между средним ожидаемым выигрышем в некоторую лотерею и гарантированным выигрышем такой же величины. Если ситуация неопределённости обеспечивает такой же средний ожидаемый выигрыш (с учётом вероятностей различных исходов), что они некоторая гарантированная сумма, то агенту все равно, что выбрать. Если ожидаемый выигрыш оказывается больше, то агент предпочтет ситуацию неопределённости, несмотря на риск проиграть при некотором исходе.
Нейтральные агенты не склонны ни к неприятию риска, ни к его поиску. В отличие от агентов, не склонных к риску, они не требуют компенсации за риск; в отличие от агентов, склонных к риску, они не готовы платить за возможность рисковать.

## История
Впервые нейтральность к риску была проанализирована Джоном фон Нейманом и Оскаром Моргенштерном в совместной работе «Теория игр и экономическое поведение». Они предложили использовать математическое ожидание в качестве критерия выбора между ситуациями (лотереями), в которых имеется неопределенность. Чем выше математическое ожидание, тем более предпочтительным для агента является исход. В частности, ситуация неопределённости может оказаться более предпочтительным, чем гарантированное получение некоторого выигрыша. Такой подход к анализу получил название теории ожидаемой полезности.
В 1953 Морис Алле обнаружил парадокс, в котором выбор реальных людей менялся в зависимости от того, как именно была сформулирована ситуация выбора. В одном случае люди выбирали лотерею с большим ожидаемым выигрышем, а другом — с меньшим. Этот результат противоречил теории ожидаемой полезности. Осмысление парадокса Алле привело к понятию неприятия риска.
Ещё одна попытка объяснить парадокс Алле была предпринята Леонардом Сэвиджем, который сформулировал понятие субъективной вероятности. Он предположил, что люди принимают во внимание не объективные вероятности, а свои представления о них. Субъективная вероятность является сложной функцией от объективной. Например, люди могут переоценивать малые вероятности и недооценивать большие. Теория субъективной вероятности помогала объяснять парадокс Алле, но была поставлена под сомнение Даниелем Эллсбергом, открывшим парадоксом неоднозначности.
В конечном счёте попытки описать выбор в условиях неопределённости привели к созданию теории перспектив. Тем не менее нейтральность к риску, лежащая в основе теории ожидаемой полезности, до сих пор используется в простых моделях и служит отправной точкой в исследованиях.

## Определение

### Числовой пример
В микроэкономике лотереей называется любая ситуация, в которой тот или иной выигрыш или проигрыш достается агенту с некоторой вероятностью. Например, подбрасывание симметричной монеты является лотереей, если выпадение аверса приводит к выигрышу 100 рублей, а реверса в проигрышу 100 рублей. При каждая из сторон выпадает с вероятностью 0,5 (50%). Средний ожидаемый выигрыш равен 0 ({\displaystyle 0.5\cdot 100+0.5\cdot (-100)}). Если выигрыш или проигрыш гарантированы, то такую ситуацию можно рассматривать как вырожденную лотерею с вероятностью получения выигрыша или проигрыша, равной 1 (100%). Если агент откажется от подбрасывания монеты, то он гарантированно получит 0.
Агент характеризуется нейтральным отношением к риску (является риск-нейтральным), если ему все равно бросать монету или нет. Для него нет разницы между средним ожидаемым выигрышем, равным 0 и гарантированным исходом, когда он «остается при своих».

### Формальное определение
Пусть предпочтения относительно различных исходов лотереи {\displaystyle x=(x_{1},...x_{n})} представлены функцией полезности {\displaystyle u(\cdot )}. Предположим, что {\displaystyle p=(p_{1},...p_{n})} — вероятности различных исходов ({\displaystyle \sum _{i=1}^{n}p_{i}=1}). Тогда агент нейтрален к риску, если:
{\displaystyle u{\Bigg (}\sum _{i}p_{i}x_{i}{\Bigg )}=\sum _{i}p_{i}u(x_{i})}
Иначе, полезность ожидаемого выигрыша равна ожидаемой полезности отдельных исходов: {\displaystyle u(\mathbb {E} (x))=\mathbb {E} (u(x))}. Если в примере с подбрасыванием монеты считать, что {\displaystyle u(x)=x}, то
{\displaystyle 0=u(0)=u(0.5\cdot 100+0.5\cdot (-100))=0.5\cdot u(100)+0.5\cdot u(-100)=0.5\cdot 100+0.5\cdot (-100)}

## Свойства нейтральности
Из определения следует, что для риск-нейтрального агента нет разницы между гарантированным доходом и эквивалентным по сумме средним ожидаемым доходом. Отсюда вытекают остальные свойства нейтральности.
1. Риск-нейтральные агенты выбирают максимальный уровень ожидаемого дохода, не обращая внимания на различия в уровне риска.
2. Риск-нейтральные агенты не требуют дополнительной платы за риск (см. Рисковая премия) и не готовы платить за право рисковать.
3. Функция полезности риск-нейтрального агента линейна.
4. Показатель неприятия риска Эрроу-Пратта равен 0.

## Примеры
Нейтральное отношение к риску используется в качестве упрощающего предположения в экономических моделях.  При выборе инвестиционного портфеля инвестор может выбрать любую комбинацию из множества рисковых активов (акции или облигации различных компаний). Если предпочтения инвестора характеризуются нейтральным отношением к риску, то такой инвестор будет выбирать исключительно портфель с максимальной ожидаемой доходностью, игнорируя уровень риска. В реальности нейтральное отношение к риску наблюдается  в случае, если портфель активов диверсифицирован. Примерами могут служить:
1. Страховые компании, заключающие договоры с различным уровнем риска, если страховая премия соответствует вероятности страхового случая.
2. Банки, если в их портфелях ставки по кредитам соответствуют ожидаемому риску не возврата.

Если в портфеле присутствует большое количество договоров и портфель сформирован правильно с учётом риска, то средний процент страховых возмещений по полисам или средний процент не возврата кредитов будет покрываться страховой премией или процентной ставкой соответственно. Можно сказать, что в отношении таких портфелей будет выполнено условие нейтрального отношения к риску. Если портфель уже сформирован, то при заключении нового договора его влияние на общий уровень риска окажется незначительным при незначительности суммы относительно общей величины портфеля. Тогда страховая компания или банк будет относиться к риску нейтрально.